# Mosonmagyaróvár
Mosonmagyaróvár [ˈmoʃonmɒɟɒroːvaːr] (en allemand : Wieselburg-Ungarisch Altenburg ; en croate : Stari Grad) est une ville dans le nord-ouest de la Hongrie, dans le comitat de Győr-Moson-Sopron. Située près des frontières autrichienne et slovaque, la ville compte 30 200 habitants (2004). Au regard d'une minorité germanophone, quelques inscriptions toponymiques sont bilingues.

## Géographie

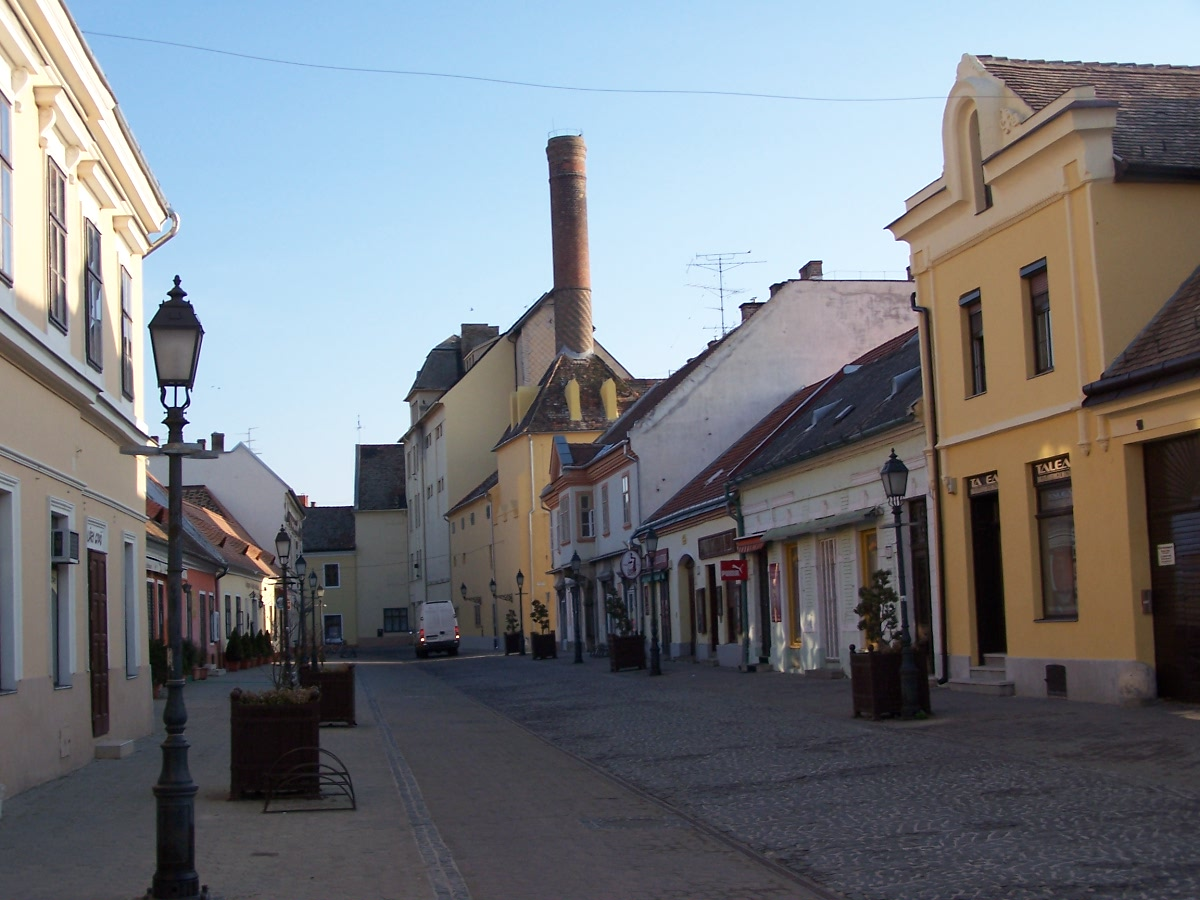
Zone piétonne.

La ville se trouve à l'embouchure de la rivière Leitha (Lajta) dans le Danube de Moson, un bras du Danube. Le Szigetköz, une vaste région naturelle, est situé juste au-delà du fleuve.
Mosonmagyaróvár est située à proximité de l'autoroute M1 reliant l'Autriche à Budapest.

## Histoire
La ville actuelle correspond à l'union des villes de Magyaróvár (en allemand : Ungarisch Altenburg) et de Moson (Wieselburg). Le lieu d’Altenburg (« Óvár »), pour le distinguer de la ville proche de Deutsch Altenburg en Basse-Autriche, recevait le nom Ungarisch Altenburg (« Magyar-Óvár »). Les deux municipalités fusionnèrent en 1939. Pour des raisons de prononciation, la ville est souvent appelée Móvár par la population locale, et Moson par les étrangers.
Moson était le chef-lieu originel du comitat de Moson au sein du royaume de Hongrie, avant qu'il ne soit déplacé à Magyaróvár pendant le Moyen Âge. Déjà à l'époque romaine, Magyaróvár fut le site d'un camp fortifié nommé Ad Flexum (« sur le méandre » du Danube), une partie des foritifcations au limes de la Pannonie. 

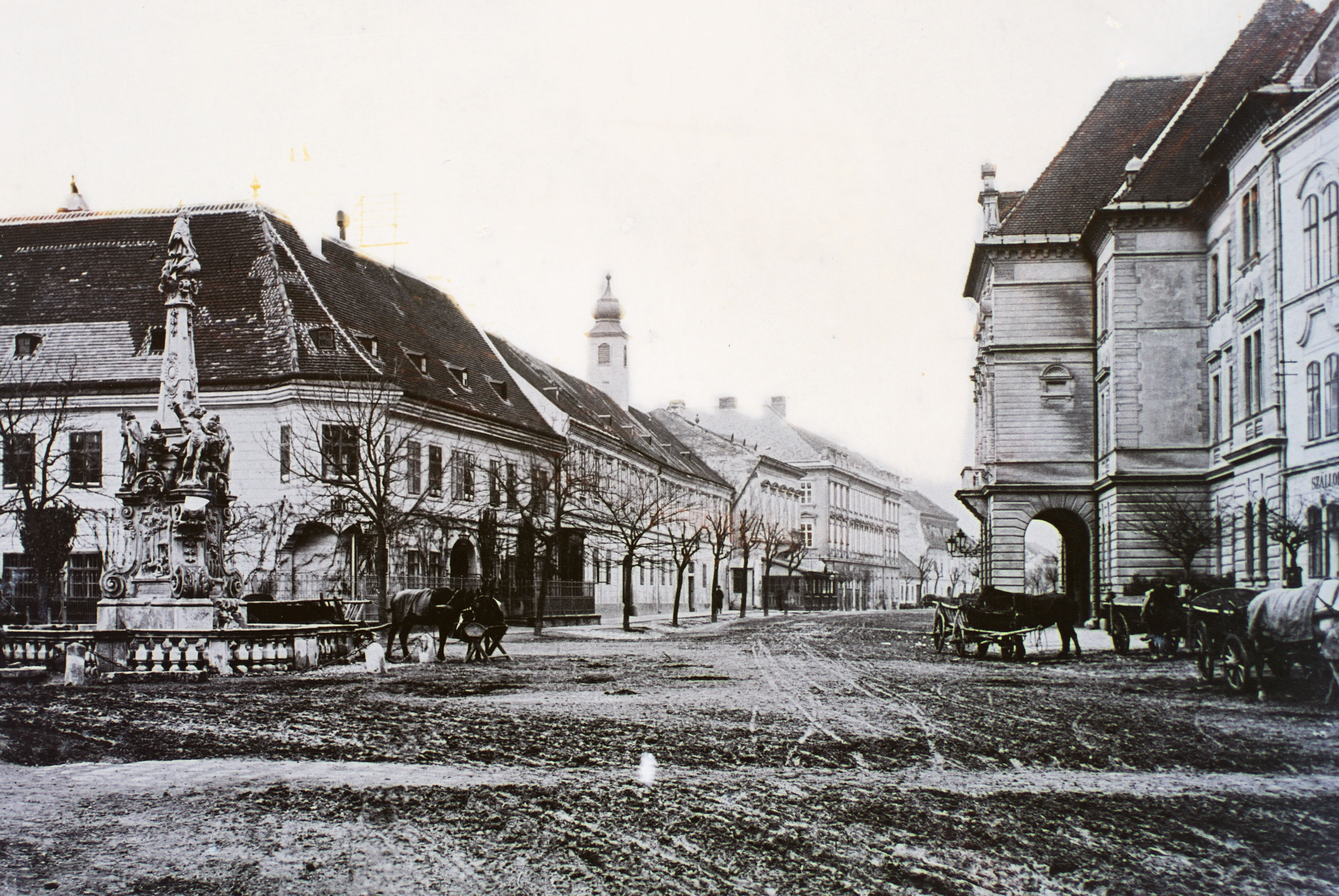
Magyaróvár vers 1905.

La région fut dévastée lors du retrait des forces ottomanes après l'échec du siège de Vienne en 1529 et à nouveau après le second siège de Vienne en 1683. En 1809, pendant la guerre napoléonienne de la Cinquième Coalition, les premières négociations de paix après l'armistice à Znaïm ont été entamées à Magyaróvár. 
Un établissement d'enseignement agricole à Magyaróvár a été fondé le 10 novembre 1818 par le duc Albert de Saxe-Teschen. C'est là que se trouve la faculté d'agronomie de l'université de Hongrie occidentale aujourd'hui.

## Transports

### Transport routier
La route principale 1 venant de Hegyeshalom (Vienne) et la route principale 15 venant de Rajka (Bratislava) convergent sur le territoire de Mosonmagyaróvár qui abrite aussi un embranchement de l'autoroute M1 (Budapest-Nickelsdorf).

### Transport ferroviaire
La ligne de Budapest à Rajka par Hegyeshalom et la Magistrale européenne, passent par Mosonmagyaróvár.

## Personnalités
- Gottlieb Haberlandt (1854–1945), botaniste et biologiste ;
- Josef Kainz (1858–1910), acteur ;
- Carl Flesch (1873–1944), violoniste, pédagogue et compositeur ;
- József Tóth (1951-2022), footballeur international hongrois ;
- Antal Pusztai (né en 1978), guitariste de musique classique et musicien de jazz ;
- Katalin Pálinger (née en 1978), handballeuse.

## Jumelages
La ville de Mosonmagyaróvár est jumelée avec :
| Ville | Ville                | Pays | Pays      | Période     |
| ----- | -------------------- | ---- | --------- | ----------- |
|       | Berehove             |      | Ukraine   | depuis 2008 |
|       | Hattersheim          |      | Allemagne | depuis 1992 |
|       | Olováry              |      | Slovaquie | depuis 2017 |
|       | Piotrków Trybunalski |      | Pologne   | depuis 2001 |
|       | Senec                |      | Slovaquie | depuis 1999 |
|       | Sfântu Gheorghe      |      | Roumanie  | depuis 2012 |
|       | Stockerau            |      | Autriche  | depuis 1996 |
|       | Šamorín              |      | Slovaquie | depuis 1998 |

La ville de Mosonmagyaróvár est partenaire de :
- Neusiedl am See (Autriche) depuis 2000
- Pezinok (Slovaquie) depuis 2000